# 貓王艾維斯
是一部2022年澳大利亞和美國合拍的傳記歌舞劇情片，講述傳奇搖滾明星「貓王」艾維斯·普里斯萊的生平。電影由巴茲·雷曼執導，並與克雷格·皮爾斯和山姆·布羅梅爾共同撰寫劇本。主演包括奧斯汀·巴特勒、湯姆·漢克、奧莉薇亞·德容格、尤拉。
《貓王艾維斯》由華納兄弟定於2022年6月24日美國上映。美國電影學會將該片列入2022年十佳電影名單之列。電影獲得正面為主的評價，奧斯汀·巴特勒的演出表現、電影的攝影和剪輯、服裝設計、配樂和音效運用獲得普遍青睞，評論觀點分歧在於編劇、與真實歷史的差異性、超過兩個半小時的片長，湯姆·漢克在電影裡的形象和表現則遭受指謫。本片同時入圍和獲得多項獎項，這其中包含第95屆奧斯卡金像獎包括最佳影片在內的八項提名，但同時湯姆·漢克也因為在電影裡的表現獲得第43屆金酸莓獎的最差男配角獎與最差銀幕搭檔獎。

## 劇情
1997年，貓王的前任經紀人湯姆·帕克上校在臨終前，意識來到空無一人的拉斯維加斯賭博，在這裡回首他第一次遇見搖滾樂之王的情景。
在40年代早期，艾維斯的父親費南·普里斯萊因偷開空頭支票入獄，艾維斯只好與母親葛萊蒂絲·普里斯萊相依為命，母子倆居住於貧困的黑人社區。艾維斯童年時經常偷聽黑人酒吧的靈魂樂，當他被其他黑人孩子趕走時，會前往附近的黑人福音教會和信眾們一起感受律動，儘管他因為迷戀孟菲斯比爾街的黑人音樂而被同齡人嘲笑，他仍覺得音樂是一種救贖。
湯姆·帕克上校曾是一個遊走於各嘉年會的馬戲團經理人，他把自己想像成一個現代的P. T.巴納姆，以能夠任意操弄觀眾為他提供的表演付出錢財而感到自豪。雖然帕克上校已經與鄉村歌手漢克·史諾合作，但當他在廣播中聽到艾維斯的歌聲時，對其印象深刻。1954年，艾維斯與他的藍月男孩樂團第一次登台演唱〈Hound Dog〉震撼全場，也讓帕克上校堅定想捧紅艾維斯的決心。帕克上校最終遇到艾維斯並說服他與自己聯手。艾維斯脫離其原經紀人山姆·菲利浦斯，加入音樂大廠RCA唱片，這加速了艾維斯的事業發展，變得富裕的他也在孟菲斯購買了大莊園「優雅園」供父母居住。
社會上並不是所有人都對艾維斯有好感，許多父母認為艾維斯的音樂與大膽的身體搖擺過於傷風敗俗，會腐蝕他們的孩子，種族主義政客也因為他與黑人音樂家的關係而攻擊他。帕克上校為了商業需求，開始要求艾維斯不得搖擺自己的舞步，這讓許多粉絲大感失望。1956年的史帝夫艾倫秀上，艾維斯被迫穿著西裝與一隻狗演唱，同時不得表演自己的舞步，後來艾維斯稱這是他經歷最屈辱的表演。迷茫的艾維斯回到比爾街找好友比·比·金消解苦悶，經過比·比·金的鼓勵和見證小理察的激情演出後，艾維斯重獲信心。一次孟菲斯的演唱會中，艾維斯不顧有關當局以及帕克上校的禁令，執意搖擺身體，並演出〈Trouble〉，這引發現場粉絲的狂熱，進而與現場警察發生暴力事件。此事過後，艾維斯發現自己可能面臨入獄。然而，帕克上校說服政府將艾維斯徵召入伍，以避免任何進一步的法律糾紛。在服役期間，艾維斯發現他的母親因過於擔心自己從軍的處境，死於酗酒，艾維斯一蹶不振將自己關在衣櫥內，直到帕克上校答應會擔任如同父母般的角色引導他，艾維斯才走出悲傷。
在駐紮德國期間，艾維斯遇到了一位上尉之女普莉希拉·博利厄，兩人迅速墜入愛河成為情侶。服役完後，他重新展開巡迴演唱會，也與普莉西拉成婚，接著在帕克上校的操作下開始參與電影演出，儘管有許多電影後來成了票房毒藥，艾維斯開始逐漸過氣，但帕克上校只想要艾維斯繼續演出那些低品質且粗製濫造的電影來生財。來到60年代，隨著新興的披頭四樂團與滾石樂團出現和艾維斯競爭，艾維斯想重振自己的音樂事業，1968年，透過好友傑瑞·史奇林的牽線，他認識了節目製作人史蒂夫·賓德與波尼斯·豪威，為他策畫聖誕節特別節目，然而，帕克上校只想要艾維斯在節目中演唱傳統聖誕歌曲，以迎合贊助商的要求，艾維斯反其道而行只演出自己過去的主打歌。在節目錄製的第二天，由於對近期馬丁·路德·金恩和羅伯特·甘迺迪的遇刺感到心碎，艾維斯因此演唱了〈If I Can Dream〉，節目大受成功，卻再次將不滿意的贊助商氣走。
經歷了聖誕特別節目的成功，艾維斯在傑瑞的鼓動下，想展開世界巡迴演唱會，可是帕克上校拒絕了艾維斯的請求，為了償還自己的賭債，他簽署了讓艾維斯在拉斯維加斯酒店駐唱的長期合同。艾維斯愈發不滿帕克上校的控制，染上嚴重的藥物成癮且暴飲暴食，也經常和不同的女人出軌，沮喪的普莉希拉帶著他們的女兒麗莎瑪麗離開了他。直到艾維斯透過傑瑞的暗中調查得知帕克上校是沒有護照的非法荷蘭移民，因此而拒絕了他的世界巡迴演唱會，艾維斯試圖解僱他，一次表演後，當著全體觀眾的面對上校破口大罵，卻被後者起訴巨額賠償，必須將這些年來父親經營不善的債務償還帕克上校，這將使他身無分文。一場激烈的爭吵隨之而來，而之後艾維斯別無選擇，只能讓帕克上校繼續維持他的管理權，他們後來逐漸疏遠。
儘管艾維斯的音樂事業依舊亮眼，但他的私生活一落千丈，因為頻繁表演的沉重壓力，毒癮愈發嚴重。普莉希拉與麗莎於艾維斯的一次演唱會前夕在機場探望了他，普莉希拉渴求艾維斯能夠到佛羅里達的一處戒毒中心療養，但艾維斯卻拒絕了，因為他堅信自己必須得不斷飛越極限。艾維斯最終於 1977 年 8 月 16 日因心臟病發作去世，享年 42 歲。電影最後，伴隨著上校的旁白，畫面穿插了艾維斯於1977年的最後一場演出的真實影片，他因為健康惡化無法站立，唱著〈Unchained Melody〉，依然獲得廣大粉絲的熱烈迴響。上校則在艾維斯死後面臨一系列指控，最終貧窮、孤獨地死去。

## 演員
- 奧斯汀·巴特勒飾演艾維斯·普里斯萊
  - 柴顿·杰（Chaydon Jay）飾演年輕的艾維斯
- 湯姆·漢克飾演湯姆·帕克上校（英语：Colonel Tom Parker）
- 奧莉薇亞·德容格飾演普莉西拉·普里斯萊，貓王的妻子
- 海倫·湯姆森（英语：Helen Thomson (actress)）飾演葛萊蒂絲·普里斯萊（Gladys Presley），貓王的母親
- 理查·羅森堡飾演弗農·普里斯萊（Vernon Presley），貓王的父親
- 小凱爾文·哈里遜（英语：Kelvin Harrison Jr.）飾演B·B·金
- 澤維爾·塞繆爾飾演斯科蒂·摩爾（英语：Scotty Moore）
- 寇帝·史密-麥菲飾演吉米·羅德傑斯·史諾
- 大衛·溫漢飾演漢克·史諾（英语：Hank Snow）
- 路克·布萊西飾演傑瑞·史奇林（英语：Jerry Schilling）
- 戴克·蒙哥馬利飾演史特夫·賓德爾（英语：Steve Binder）
- 萊昂·福特（英语：Leon_Ford）飾演湯姆·迪斯金（Tom Diskin）
- 艾頓·梅森（英语：Alton_Mason）飾演小理查德
- 尤拉（英语：Yola (singer)）飾演羅塞塔·撒普（英语：Sister Rosetta Tharpe）
- 小格里·克拉克（英语：Gary_Clark_Jr.）飾演亞瑟·克魯德普（英语：Arthur_Crudup）
- 娜塔莎·巴塞特（英语：Natasha_Bassett）飾演迪斯·洛克
- 凱特・穆凡尼（英语：Kate_Mulvany）飾演瑪麗昂·凱思克（英语：Marion_Keisker）
- 喬許·麥康維爾（英语：Josh_McConville）飾演山姆·菲利浦斯（英语：Sam_Phillips）
- 克里斯多夫·索莫斯（英语：Christopher_Sommers）飾演赫拉斯·洛根（英语：Horace_Logan）
- 尼古拉斯·貝爾（英语：Nicholas_Bell）飾演詹姆斯·O·伊斯特蘭
- 安東尼·拉帕里亞飾演伯納德·蘭斯基（英语：Lansky_Brothers）
- 克里斯蒂安·基桑多（Christian Kisando）飾演Smoky，貓王在图珀洛的兒時好友
- 約翰·穆克里斯塔約（John Mukristayo）飾演Jimmy，貓王在圖珀洛的兒時好友
- 加德·班扎（Gad Banza）飾演Doc，貓王在圖珀洛的兒時好友
- 亞當·鄧恩（Adam Dunn）飾演比爾·布萊克（英语：Bill Black）
- 帕特里克·舒利亞（Patrick Shearer）飾演杜威·菲利普斯（英语：Dewey Phillips）
- 麗茲·布萊克特（Liz Blackett）飾演米妮·梅·「道奇」普里斯萊（Minnie Mae “Dodger” Presley），貓王的祖母
- 克萊·摩根（Cle Morgan）飾演瑪哈莉雅傑克森（英语：Mahalia Jackson）
- 尚卡·杜庫雷（Shonka Dukureh）飾演威利·梅·桑頓（英语：Big Mama Thornton）

## 製作
2014年4月，宣佈巴茲·雷曼為執導改編自艾維斯·普里斯萊的傳記片進行洽談，並與凱莉·馬賽爾共同撰寫劇本。2019年3月，湯姆·漢克加盟並飾演艾維斯的經紀人科洛內爾·湯姆·帕克，而雷曼確認執導電影，並與克雷格·皮爾斯和山姆·布羅梅爾共同撰寫劇本。2019年7月，據報導安索·艾格特、麥爾斯·泰勒、奧斯汀·巴特勒、亞倫·強森和哈利·史泰爾斯都是飾演艾維斯的人選之一。同月，確認由巴特勒飾演艾維斯。2019年10月，奧莉薇亞·德容格加盟並飾演普里西拉·普里斯萊。2020年2月，瑪姬·葛倫霍和盧夫斯·塞維爾加盟劇組，分別飾演格拉德斯·普里斯萊和弗農·普里斯萊（艾維斯的父母）。同月底，尤拉加盟並飾演羅塞塔·撒普。

### 拍攝
主體拍攝於2020年1月在澳洲開始進行。2020年3月，漢克和他的妻子麗塔·威爾遜在澳洲拍攝期間確診新型冠狀病毒。

## 發行
《貓王艾維斯》由華納兄弟原定於2021年10月1日在美國上映，后推迟到2022年6月24日上映。2022年5月25日，影片在第75屆坎城影展放映。

## 評價
《貓王艾維斯》獲得的評價以正面為主，爛番茄根據375條專業評論（289條好評，86條差評），獲得新鮮度77%，平均得分6.8/10，網站共識評價寫道：「標準的搖滾傳記片公式在《貓王艾維斯》徹底顛覆，巴茲·魯曼令人眼花繚亂的導演能量和風格與奧斯汀·巴特勒出色的表現完美互補」。Metacritic則依據60條評論（36條好評，19條褒貶不一，5條差評），獲得加權平均分數64分（滿分100分），代表「正面評價為主」。

## 票房
美国首周末三天收获3121万美元成为票房冠军。
| 上一届： 《侏羅紀世界：統霸天下》 | 2022年美國週末票房冠軍 第25週 | 下一届： 《小小兵2：格魯的崛起》 |

## 外部連結
- 互联网电影数据库（IMDb）上《貓王艾維斯》的资料（英文）
- 爛番茄上《貓王艾維斯》的資料（英文）
- Box Office Mojo上《貓王艾維斯》的資料（英文）
- Metacritic上《貓王艾維斯》的資料（英文）
- AllMovie上《貓王艾維斯》的资料（英文）
- 開眼電影網上《貓王艾維斯》的資料（繁體中文）
- 时光网上《貓王艾維斯》的資料（简体中文）
- 豆瓣电影上《貓王艾維斯》的資料 （简体中文）

Template:Navbox